# Acerataspis clavata
Acerataspis clavata är en stekelart som först beskrevs av Tohru Uchida 1934.  Acerataspis clavata ingår i släktet Acerataspis och familjen brokparasitsteklar. Inga underarter finns listade i Catalogue of Life.